# Westchester Knicks 2016-2017
La stagione 2016-17 dei Westchester Knicks fu la 3ª nella NBA D-League per la franchigia.
I Westchester Knicks arrivarono terzi nella Atlantic Division con un record di 19-31, non qualificandosi per i play-off.

## Roster
|    | Naz.                   | Ruolo | Sportivo          | Anno | Alt. | Peso |  |
| -- | ---------------------- | ----- | ----------------- | ---- | ---- | ---- |  |
| 1  | Stati Uniti (bandiera) | G     | Jordon Crawford   | 1990 | 168  | 68   |  |
| 2  | Stati Uniti (bandiera) | G     | Doron Lamb        | 1991 | 193  | 95   |  |
| 3  | Stati Uniti (bandiera) | G     | Chasson Randle    | 1993 | 188  | 84   |  |
| 4  | Stati Uniti (bandiera) | G     | Kevin Capers      | 1993 | 188  | 77   |  |
| 5  | Germania (bandiera)    | A     | Jarelle Reischel  | 1992 | 201  | 95   |  |
| 6  | Stati Uniti (bandiera) | G     | Gary Neal         | 1984 | 193  | 95   |  |
| 7  | Stati Uniti (bandiera) | G     | Devondrick Walker | 1992 | 196  | 93   |  |
| 8  | Stati Uniti (bandiera) | G     | Rashad Vaughn     | 1996 | 198  | 92   |  |
| 9  | Stati Uniti (bandiera) | G     | Courtney Fells    | 1986 | 196  | 93   |  |
| 11 | Stati Uniti (bandiera) | G     | Von Wafer         | 1985 | 196  | 100  |  |
| 13 | Stati Uniti (bandiera) | A     | Max Hooper        | 1995 | 198  | 93   |  |
| 14 | Stati Uniti (bandiera) | A     | Jaylen Bond       | 1993 | 203  | 109  |  |
| 17 | Stati Uniti (bandiera) | G     | Quincy Douby      | 1984 | 191  | 79   |  |
| 17 | Stati Uniti (bandiera) | G     | Joey Miller       | 1991 | 191  | 79   |  |
| 20 | Stati Uniti (bandiera) | G     | Travis Trice      | 1993 | 188  | 80   |  |
| 21 | Stati Uniti (bandiera) | A     | Mike Davis        | 1988 | 206  | 102  |  |
| 25 | Francia (bandiera)     | A     | Damien Inglis     | 1995 | 203  | 109  |  |
| 31 | Stati Uniti (bandiera) | G     | John Jenkins      | 1991 | 193  | 98   |  |
| 31 | Stati Uniti (bandiera) | G     | Robert Vaden      | 1985 | 196  | 98   |  |
| 32 | Stati Uniti (bandiera) | C     | Marshall Plumlee  | 1992 | 213  | 113  |  |
| 34 | Senegal (bandiera)     | A     | Maurice Ndour     | 1992 | 206  | 91   |  |
| 35 | Stati Uniti (bandiera) | A     | Keith Wright      | 1989 | 203  | 109  |  |
| 52 | Serbia (bandiera)      | AC    | Nikola Jovanović  | 1994 | 211  | 109  |  |
| 52 | Stati Uniti (bandiera) | C     | Anthony Kent      | 1983 | 208  | 102  |  |
| 90 | Stati Uniti (bandiera) | G     | Ron Baker         | 1993 | 193  | 100  |  |
|    | Stati Uniti (bandiera) | GA    | Lasan Kromah      | 1991 | 198  | 91   |  |

## Staff tecnico
- Allenatore: Mike Miller
- Vice-allenatori: Derrick Alston, Bryan Bailey